# 若竹丸 (6代)
若竹丸（わかたけまる）は、北海道教育庁が所有する漁業実習船。北海道小樽水産高等学校と北海道函館水産高等学校と北海道厚岸翔洋高等学校の実習に使用されている。本項目では、1997年に建造された6代目を取り扱う。

## 概要
先代の代船として楢崎造船(今の函館どつく)で建造され、1997年に竣工した。
本船はマグロはえ縄漁やサケ・マスの流し網の漁業実習、航海や機関の実習を行う。マグロ漁の実習はハワイ近海で行う。サケ・マス漁の実習はベーリング海や北部太平洋で行う。

## 設計
- 国内の水産高校としては初めて500トンを超えた[8]。

## 略歴
- 1916年（大正5年）4月- 初代建造 19.5総トン[8]
- 1936年（昭和11年）2月- 2代目進水 45.97総トン[8]
- 1950年（昭和25年）8月- 3代目竣工 54.92総トン[8]
- 1971年（昭和46年）2月- 4代目竣工 497.87総トン[8]
- 1984年（昭和59年）3月- 5代目竣工 424総トン 平成9年3月に若潮丸(3代)に船名変更[8]
- 1997年（平成9年）5月- 6代目竣工 666総トン[8]
- 2017年（平成29年）3月- 7代目竣工 692総トン[9]

## エピソード
- 長期実習航海の出発や帰港は地元の風物詩[5]。
- 長期実習航海でのマグロの漁獲は2015年は約2トン弱だった[5]。水揚げされたマグロは小樽市内のスーパーで販売される事がある[5]。
- 長年の海上の気象を観測し通報した事を気象庁より表彰された[10]。
- アルゴ計画に協力した[11]。
- 2代目は太平洋戦争で日本軍に徴用され、アメリカ軍の攻撃で沈没した[12]

## 画像

北海道教育委員会の練習船若竹丸、夜、斜め後ろ上方から
北海道教育委員会の練習船若竹丸、後方から
北海道教育委員会の練習船若竹丸、夜、前方から
北海道教育委員会の練習船若竹丸、煙突マーク
北海道教育委員会の練習船若竹丸、夜、前方から